# Sambou Soumano
Sambou Soumano (Dakar, 13 gennaio 2001) è un calciatore senegalese, attaccante del Lorient.

## Carriera
Nella stagione 2019-2020 ha vinto il Championnat National con il Pau.
Il 24 ottobre 2021 debutta in Ligue 1 con la maglia del Lorient in occasione dell'incontro di Ligue 1 pareggiato 1-1 contro il Bordeaux.

## Statistiche

### Presenze e reti nei club
Statistiche aggiornate al 20 novembre 2021.
| Stagione        | Squadra         | Campionato      | Campionato | Campionato | Coppe nazionali | Coppe nazionali | Coppe nazionali | Coppe continentali | Coppe continentali | Coppe continentali | Altre coppe | Altre coppe | Altre coppe | Totale | Totale |
| Stagione        | Squadra         | Comp            | Pres       | Reti       | Comp            | Pres            | Reti            | Comp               | Pres               | Reti               | Comp        | Pres        | Reti        | Pres   | Reti   |
| --------------- | --------------- | --------------- | ---------- | ---------- | --------------- | --------------- | --------------- | ------------------ | ------------------ | ------------------ | ----------- | ----------- | ----------- | ------ | ------ |
| 2019-2020       | Pau 2           | N3              | 13         | 8          |                 | -               | -               |                    | -                  | -                  |             | -           | -           | 13     | 8      |
| 2019-2020       | Pau             | N               | 1          | 0          | CF              | 0               | 0               |                    | -                  | -                  |             | -           | -           | 1      | 0      |
| 2020-2021       | Voltigeurs      | N2              | 4          | 3          | CF              | 5               | 2               |                    | -                  | -                  |             | -           | -           | 9      | 5      |
| 2020-2021       | Lorient 2       | N2              | 8          | 7          |                 | -               | -               |                    | -                  | -                  |             | -           | -           | 8      | 7      |
| 2021-2022       | Lorient         | L1              | 5          | 0          | CF              | 0               | 0               |                    | -                  | -                  |             | -           | -           | 5      | 0      |
| Totale carriera | Totale carriera | Totale carriera | 31         | 18         |                 | 5               | 2               |                    | -                  | -                  |             | -           | -           | 36     | 20     |

## Palmarès

### Club

#### Competizioni nazionali
- Championnat National: 1

Pau: 2019-2020
- Campionato francese di seconda divisione: 1

Lorient: 2024-2025